# Hrušky (ort i Tjeckien, lat 49,13, long 16,83)
Hrušky är en ort i Tjeckien.   Den ligger i regionen Södra Mähren, i den sydöstra delen av landet, 210 km sydost om huvudstaden Prag. Hrušky ligger 200 meter över havet och antalet invånare är 740.
Terrängen runt Hrušky är huvudsakligen platt. Hrušky ligger nere i en dal. Runt Hrušky är det ganska tätbefolkat, med 90 invånare per kvadratkilometer. Närmaste större samhälle är Brno, 17,9 km väster om Hrušky. Trakten runt Hrušky består till största delen av jordbruksmark.